# Pocket Opera Company

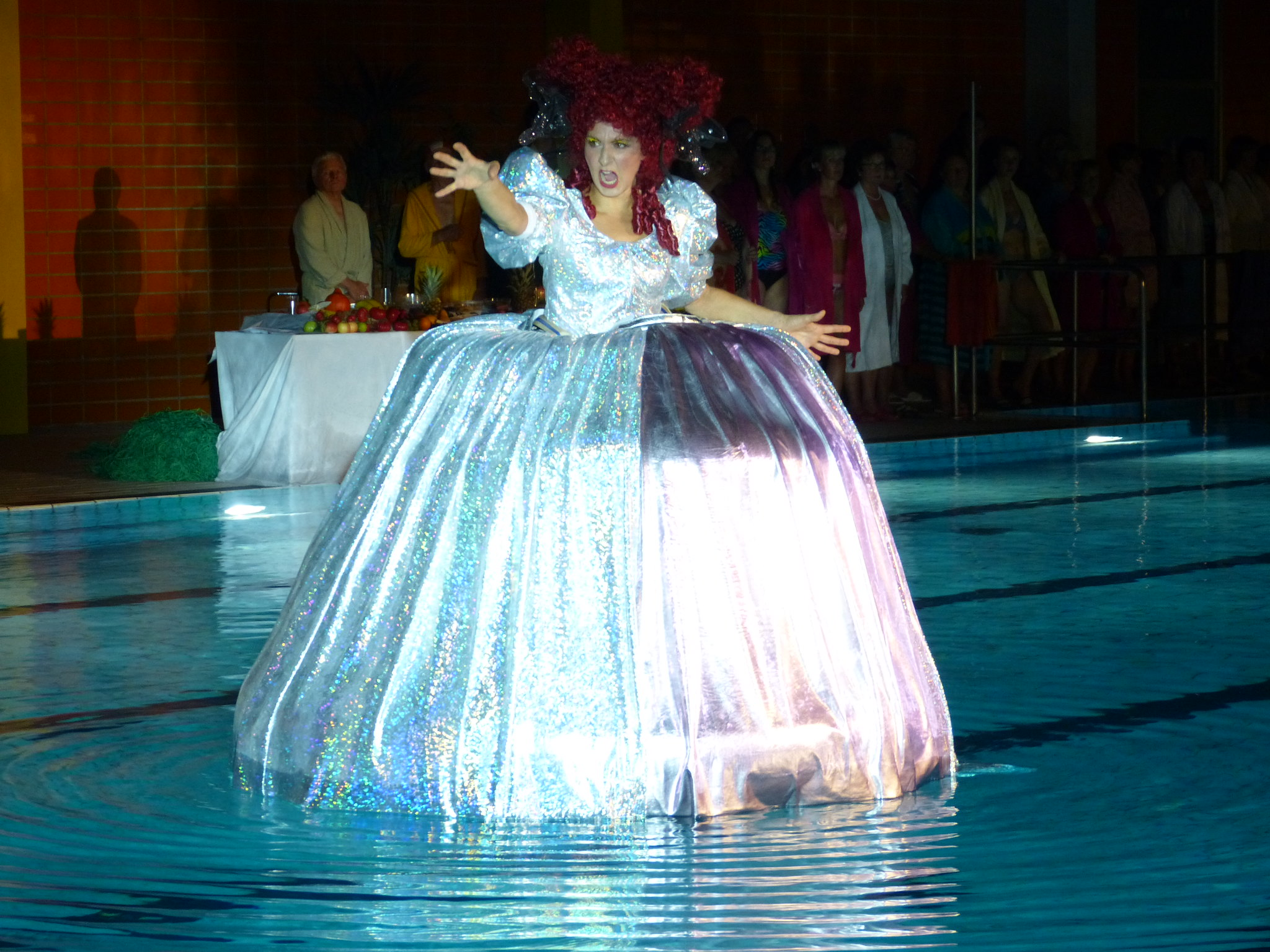
La Grotta di Calypso (2015) im alten Langwasserbad Nürnberg

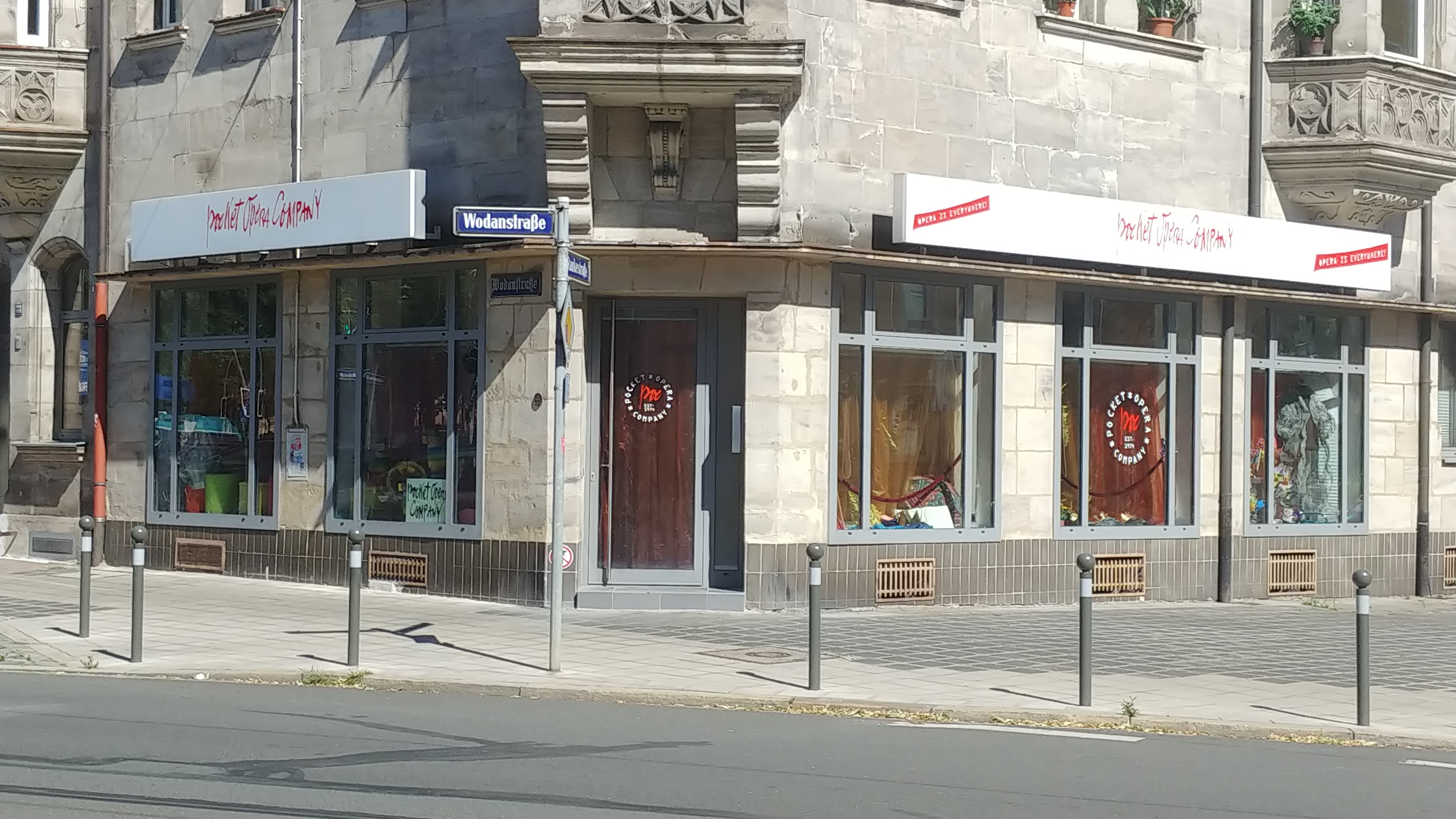
Büro der Pocket Opera Company in Nürnberg

Die Pocket Opera Company (POC) wurde 1974 gegründet und ist Deutschlands ältestes, freies und mobiles Musiktheater mit Sitz in Nürnberg. Ihr Markenzeichen sind Opernaufführungen an ungewöhnlichen Spielorten.

## Geschichte
Die Kultur der 1970er Jahre in Nürnberg wurde zum großen Teil durch den Gedanken der Soziokultur des damaligen Nürnberger Kulturreferenten Hermann Glaser mitbestimmt. Er schuf so die Voraussetzung zur Etablierung einer freien, unabhängigen Theaterszene in Nürnberg. Im Zuge dessen wurde die Pocket Opera Company 1974 als Opernstudio e. V. von Peter Beat Wyrsch und David Seaman gegründet und ist Deutschlands ältestes, freies Musiktheater. Wyrsch übernahm den inszenatorischen Teil, der Waliser David Seaman den musikalischen Part. Seaman behielt die Noten der aufgeführten Opern originalgetreu bei und reduzierte die Instrumentierung auf ein Kammerensemble (Bearbeitungen bis 2001).
Die ersten beiden Produktionen Dido und Aeneas (Purcell) und Bastien und Bastienne (Mozart) orientierten sich in der Inszenierung an üblichen Opernproduktion und waren aufgrund der kleinen Besetzung naheliegend. Die musikalische Qualität war durch die Mitwirkung der damaligen Sänger des Stadttheaters Nürnberg gegeben: so sang die Rolle der Dido die Kroatin Dunja Vejzovic, die im Anschluss ihrer Station in Nürnberg eine Weltkarriere unter Herbert von Karajan begann. Die dritte Produktion, Offenbachs Großherzogin von Gerolstein im Aufführungsort KOMM war ein Erfolg, da damit auch ein junges Publikum abseits der bürgerlichen Operntradition angesprochen wurde.
Die ironische Brechung in Dramaturgie und Regie der Oper des 19. Jahrhunderts wurde in den folgenden Jahren ein Markenzeichen der Company, die damit in ganz Europa Erfolge feierte. Einen Beitrag dazu leistete die Sopranistin Elizabeth Kingdon, die ebenfalls vom Stadttheater Nürnberg kommend, damit eine zweite Karriere startete. Weitere Sänger von überregionaler Bedeutung, die für Produktionen der POC gewonnen wurden, sind Andrzej Dobber, Gudrun Ebel, David Moss, Jennifer Rhys-Davies, Wolfgang Schmidt und Camilla Ueberschaer.
Das Kernensemble, das den Stil der POC in den Anfangsjahren von 1977 bis 2000 geprägt hat, setzte sich aus Sängern neben Elizabeth Kingdon (Sopran) wie folgt zusammen:
- Christoph Wagenknecht, Counter (Melitta Wolke-Desinee): Die Großherzogin von Gerolstein I; Regie der Großherzogin II 1984.
- Nandor Tomory, Bass: Die Großherzogin von Gerolstein I, Der Vampyr I+II, Lucretia Borgia, La Gioconda, Aida, Der Ring, Carmencita, Die Fledermaus u. a.
- Ute Rüppel-Leverrier, Sopran: Saroya, MOTZ-ART, Die Großherzogin von Gerolstein II, Der Vampyr I+II, Lucretia Borgia, Die Geierwally, La Gioconda, Aida, Hänsel und Gretel, Hahnenschrei im schnellen Adler, Hommage a O., Die Komponiermaschine, Transatlantik, Café Opera, Im Dschungel der Opernlüste, Die Fledermaus u. a.
- Lorenzo Jordan, Bariton: Die Großherzogin von Gerolstein II, Der Vampyr II, Lucretia Borgia, La Gioconda, Aida, Café Opera, Im Dschungel der Opernlüste, Hänsel und Gretel, Transatlantik, Hahnenschrei im schnellen Adler, Der Ring, Die Fledermaus, Eliza in Wonderland
- Claude Arias, Bass-Bariton, Bass: Die Großherzogin von Gerolstein II, Saroya, Musik Kinetik Szene Santoperanos, MOTZ ART, Der Vampyr I+II, Hommage a O, Lucretia Borgia, La Gioconda, Aida, Café Opera, Transatlantik, Der Ring, Die Fledermaus, Eliza in Wonderland
- Peter Amstrong, Tenor: Saroya, Der Vampyr I, Hommage a O., Die Komponiermaschine, Die Geierwally
- Bertold Schmidt, Tenor: Der Vampyr II, La Gioconda, Hahnenschrei im schnellen Adler
- Wolfgang Schmidt, Tenor: Die Großherzogin von Gerolstein II, Der Vampyr II, Lucretia Borgia

Parallel dazu knüpfte Wyrsch Kontakte zu zeitgenössischen Komponisten (Franz Hummel, Friedrich Jaecker, Michel Meynaud, Heinrich Hartl) und entwickelte mit ihnen zusammen Opernsujets und vergab Kompositionsaufträge, die aktuelle, gesellschaftskritische Zeitthemen aufgriffen. 1997 wurde der italienische Komponist und Dirigent Andrea Molino musikalischer Leiter für zeitgenössisches Musiktheater, seine neu komponierte Oper The Smiling Carcass gelangte 1999 zur Premiere und fand große Beachtung. 2003 wurde Franz Killer musikalischer Leiter, der nach dem Weggang von Wyrsch, der Intendant am Theater Biel Solothurn wurde, 2007 die alleinige Führung der Pocket Opera Company übernahm. Bislang legt er den Schwerpunkt auf die Aufführung unbekannter Barockopern, die mit zeitgenössischer Musik wie Sylvano Bussotti oder Moondog und aktuellen kulturellen Strömungen wie Poetry Slam, Breakdance oder Parkour kombiniert werden.
Überregional bekannt ist die Theatertruppe durch ungewöhnliche Spielorte. Mangels ausreichender finanzieller Mittel für aufwändige Bühnenbilder sucht die Pocket Opera Company immer wieder durch die Einbeziehung ungewöhnlicher Locations ein quasi „vorgefundenes Bühnenbild“ adäquat mit musikalischem  Leben zu füllen. Den Beginn machte Hahnengeschrei im schnellen Adler im Ausbesserungswerk der DB, Nürnberg. Visuelle Auffälligkeiten waren auch ein alter Flugzeughangar (Palermo) oder eine Schwelbrandanlage zur Müllentsorgung (One charming night). Seit 2014 lautet auch das offizielle Motto Opera is everywhere! („Oper ist überall!“).
Im Wagner-Jubiläumsjahr 2013 komplettierte die POC dessen lediglich als Fragment hinterlassenes Frühwerk Männerlist größer als Frauenlist oder: Die glückliche Bärenfamilie (WWV 48) und brachte es im Rahmen des „Nürnberg spielt Wagner“-Festivals der Stadt Nürnberg als Uraufführung in einem Zirkuszelt auf die Bühne.
Zu einem Dauerbrenner entwickelte sich in den letzten Jahren eine Kurz-Version von Richard Wagners Der fliegende Holländer, die unter dem Titel Wash House Adventure 2012 in einem Nürnberger Waschsalon Premiere hatte. Die Produktion wurde aufgrund des konstant hohen Publikumserfolgs seitdem jedes Jahr wieder aufgenommen und gastierte 2017 auf dem Deutschen Städtetag. Im Dezember 2018 hatte das Stück seine insgesamt 50. Aufführung im Waschsalon und wurde 2019 unter dem Titel Wash House Infinity zur meistgespielten Produktion in der Geschichte der Pocket Opera Company.
2016 und 2019 realisierte die POC im Rahmen der Internationalen Gluck-Opern-Festspiele die Produktionen Il Parnaso confuso, Le Feste de Gluck sowie L’ombra dell'amore - Orfeo ed Euridice.
Zu den weiteren Programmpunkten der jüngeren Vergangenheit zählen die deutsche Erstaufführung der ersten südamerikanischen Oper La púrpura de la rosa von Tomás de Torrejón y Velasco, eine Inszenierung von Peter von Winters La Grotta di Calypso in einem Hallenbad sowie die Produktion Tannhäuser Projekt featuring Dakh Daughters, bei der die ukrainische Frauenband Dakh Daughters auftrat.
Dem Musiktheaterwissenschaftler Hans-Jörg Kapp zufolge stellt „die Koexistenz der Oper Nürnberg und der Pocket Opera Company (...) bis heute eines der ganz wenigen überzeugenden Koexistenzmodelle von Stadttheater und Freier Szene dar“.
Die Pocket Opera Company wird von der Stadt Nürnberg, dem Bezirk Mittelfranken, dem bayerischen Kultusministerium, der Kingdon-Grünwald-Stiftung, Sponsoren aus Wirtschaft und Industrie sowie privaten Mäzenen gefördert. Die Schirmherren der Pocket Opera Company sind Renate Schmidt, Günther Beckstein, Günter Gloser und Thomas Gruber.

## Leitung
Künstlerische Leitung
- 1974–2007: Peter Beat Wyrsch
- seit 2007: Franz Killer

Musikalische Leitung
- 1974–2003: David Seaman
- 1997–2003: Andrea Molino (Musikalische Leitung für zeitgenössisches Musiktheater)
- seit 2003: Franz Killer

## Auszeichnungen
- 1977: Preis der Stadt Nürnberg – Nürnberg Stipendium, für die Produktion Musik-Kinetik-Szene
- 1979: BBC-Festival Prize beim Edinburgh Festival Fringe, für die Produktion Der Vampyr
- 1994: Preis der Stadt Nürnberg – Nürnberg Stipendium
- 1994: Preis für Komponisten und Interpreten „Blaue Brücke“, für das Auftragswerk Vatermord von Shih
- 2004: Stern des Jahres der Abendzeitung Nürnberg, für One Charming Night
- 2006: Preis der Stadt Nürnberg für Kunst und Wissenschaft, für den damaligen Leiter der Pocket Opera Company Peter Beat Wyrsch
- 2008: Friedrich-Baur-Preis der Bayerischen Akademie der Schönen Künste, Laudatio: Renate Schmidt
- 2008: Auszeichnung des Internationalen Theater Instituts Music Theatre Now, für die Produktion Il Canto della Pelle
- 2008: Stern des Jahres der Abendzeitung Nürnberg, für Love me tender
- 2011: Stern des Jahres der Abendzeitung Nürnberg, für Ho(w)ly Trip – Die Reise des Alessio

## Produktionen

### Opernaufführungen (Auswahl)
| Jahr | Produktion                                                         | Komponist | Aufführungsort                                     | Gastspiele                                                                                                |
| ---- | ------------------------------------------------------------------ | --- | -------------------------------------------------- | --- |
| 1974 | Dido & Aeneas                                                      | Purcell | Nürnberg, Heilig-Geist-Saal                        | Fürth, Schwabach                                                                                          |
| 1975 | Bastien und Bastienne                                              | Mozart | Bamberg, Rosengarten / Schloss Thurnau             | |
| 1975 | Die Großherzogin von Gerolstein                                    | Offenbach | Nürnberg, KOMM                                     | München, Intern. Theaterfestival                                                                          |
| 1976 | Pierrot Lunaire                                                    | Schönberg | Nürnberg, KOMM                                     | |
| 1977 | Serenade mit Tanz und Gesang                                       | Alessandro Scarlatti, Purcell, Bennet, Lau, Negri, Monteverdi, Gluck, Orff | Bamberg / Schloss Thurnau                          | |
| 1978 | Der Vampyr                                                         | Heinrich Marschner | Nürnberg, Kulturzirkus                             | Edinburgh, Berliner Festwochen, Nancy, Asti, Milano Festival Azurro                                       |
| 1980 | Die Geierwally                                                     | Alfredo Catalani | Nürnberg, Kulturzirkus                             | Bonn, Bamberg, Hofer Herbst, Vale of Glamorgan                                                            |
| 1981 | Eliza’s Pocket Paradise                                            | Richard Strauss / Richard Wagner | Dehnberger Hoftheater                              | Ingolstadt, Frankfurt – TAT, Gelsenkirchen, Braunschweig                                                  |
| 1982 | MOZ-ART                                                            | Mozart | Nürnberg, Schauspielhaus                           | |
| 1982 | Lucrezia Borgia                                                    | Donizetti | Nürnberg, Kulturzirkus                             | Barcelona, Frankfurt, Mexiko-Stadt Bellas Artes, Hamburg, Wien                                            |
| 1984 | Die Großherzogin                                                   | Offenbach | Nürnberg, Kulturzirkus                             | |
| 1984 | Der Vampyr                                                         | Heinrich Marschner | Nürnberg, Katharinenruine                          | Asti, Ferrara, Mailand, Warschau, Krakau, Wieliczka, Barcelona, Bonn                                      |
| 1985 | Cafe Opera                                                         | Alberto Franchetti, Jules Massenet | Dehnberger Hoftheater                              | Bonn, Erlangen, Berlin, Frankfurt, Konstanz, Parma, Cuneo                                                 |
| 1986 | La Gioconda                                                        | Amilcare Ponchielli | Stadttheater Fürth                                 | Florenz, Bonn, Barcelona, Glasgow, Wellington (NZ), Umeå, Bergen                                          |
| 1986 | Transatlantik                                                      | George Antheil | Nürnberg, Kulturzirkus                             | |
| 1986 | Im Dschungel der Opernlüste                                        | George Antheil, Gershwin, Bellini, Amilcare Ponchielli, Alberto Franchetti, Nico Dostal, Friedrich Hollaender, Bizet, Rudolf Kattnigg, Donizetti, Meyerbeer, Satie, Marschner, Offenbach | Lingen                                             | Dehnberg, Erlangen, Glasgow, Nürnberg, Schwerte, Menden, Mannheim, Kronach, Schwabach, Neuss, Langenhagen |
| 1988 | Aida                                                               | Verdi | Nürnberg, Tafelhalle                               | London |
| 1988 | Transgleiseriana                                                   | Friedrich Jaecker | Frankfurt am Main, DB-Ausbesserungswerk            | |
| 1989 | Hänsel und Gretel                                                  | Engelbert Humperdinck | Nürnberg, Tafelhalle                               | München, Tollwood-Festival; Düsseldorf, Schauspielhaus                                                    |
| 1989 | Sentimental Journey                                                | Friedrich Schröder | Nürnberg, Tafelhalle                               | |
| 1990 | Der Ring des Nibelungen                                            | Wagner | Bergisch Gladbach                                  | Barcelona, Glamorgan, Bath, Dublin, London, Enschede, München                                             |
| 1991 | Semiramide                                                         | Rossini | Bad Wildbad, Rossini-Festival                      | Nürnberg                                                                                                  |
| 1992 | Mitten ins Herz                                                    | George Gershwin/ Kurt Weill/Charles Ives | Fürth, Stadttheater                                | |
| 1994 | Eliza im Wunderlande                                               | Arthur Sullivan | Nürnberg, Tafelhalle                               | |
| 1995 | Hoffmanns                                                          | Offenbach/ Wolfgang Amadeus Mozart | Stadttheater Fürth                                 | |
| 1995 | Magic Macbeth                                                      | Verdi | Kongresshalle Nürnberg (Kolosseum)                 | |
| 1999 | Orlofsky’s Dinner Party                                            | Johann Strauss (Sohn) | Nürnberg, Zirkuszelt im Park des BR Studio Franken | |
| 2000 | Surrogate Cities                                                   | Heiner Goebbels | Nürnberg, Kongresshalle, Goldener Saal             | |
| 2001 | Pique Dame                                                         | Tschaikowsky | Kemerovo, Sibirien                                 | Nürnberg                                                                                                  |
| 2002 | In the Penal Colony                                                | Philip Glass | Nürnberg, Hubertussaal                             | |
| 2002 | Those who speak in a faint voice                                   | Andrea Molino | Nürnberg, Milchhof                                 | |
| 2003 | POC-Barock                                                         | Händel / Antonio Cesti / Morton Feldman / John Cage | Schwarzenbruck, Schwarzachklamm                    | |
| 2003 | Orlando Furioso                                                    | Georg Friedrich Händel | Nürnberg, Heizkraftwerk Gebersdorf                 | |
| 2004 | One charming night                                                 | Purcell / Sylvano Bussotti | Unterfürberg, Müllschwelanlage                     | Cadolzburg                                                                                                |
| 2005 | Isis                                                               | Jean-Baptiste Lully / Moondog | Schwarzenbruck, Schwarzachklamm                    | Reichelsdorf                                                                                              |
| 2007 | Zwischen Sehnsucht und Mitternacht                                 | Moondog | Nürnberg, Apollo-Kino                              | Burgfarrnbach, Hanau, Nürnberg, Burg Rabenstein, Rückersdorf, Cadolzburg                                  |
| 2008 | Love me tender                                                     | Jean-Joseph Mouret | Nürnberg, Z-Bau                                    | |
| 2008 | POC KISS                                                           | Henry Purcell | Burgfarrnbach, Schloss                             | Landsberg, Ottobrunn                                                                                      |
| 2009 | Petrolio                                                           | Emilio de’ Cavalieri | Nürnberg, Discothek Planet                         | |
| 2010 | Der Gesang der Schiene                                             | Cathy Berberian / The Beatles | Nürnberg, Rangierbahnhof                           | |
| 2010 | pocs space enterprise                                              | Claudio Monteverdi, Klaus Nomi | Nürnberg, IGMIV-Halle                              | |
| 2011 | Stop & Go                                                          | Richard Wagner | Nürnberg, Steinbrüchlein                           | |
| 2011 | Ho(w)ly Trip – Die Reise des Alessio                               | Stefano Landi | Nürnberg, Heizkraftwerk im Nordost-Park            | |
| 2011 | Air Bus Adventure                                                  | Richard Wagner | Nürnberg, Linienbus beim Silvestival               | |
| 2012 | M.O.M. – Mystery of the Monastery                                  | Thomas Arne | Burgfarrnbach, Schloss                             | |
| 2012 | Wash House Adventure                                               | Richard Wagner | Nürnberg, SB-Waschsalon                            | Erlangen, Deutscher Städtetag Nürnberg, Gesees, Großenseebach                                             |
| 2013 | Männerlist größer als Frauenlist oder: Die glückliche Bärenfamilie | Richard Wagner | Nürnberg, Zirkuszelt Stadtpark                     | |
| 2014 | My Fair Verdi – (K)Eine Fata Morgana                               | Giuseppe Verdi | Nürnberg, Wöhrder See                              | |
| 2014 | Shooting Stars                                                     | Carl Maria von Weber | Nürnberger Volksfest                               | |
| 2014 | La púrpura de la rosa                                              | Torrejón y Velasco | Nürnberg, IGMIV-Halle                              | |
| 2015 | La Grotta di Calypso                                               | Peter von Winter | Nürnberg, Altes Langwasserbad                      | |
| 2016 | Il Parnaso confuso                                                 | Christoph Willibald Gluck | Berching, Hans-Kuffer-Park                         | |
| 2016 | Der Tribun                                                         | Mauricio Kagel | Nürnberg, Probenraum der Pocket Opera              | |
| 2016 | Dolls Toy – Die Nürnberger Puppe                                   | Adolphe Adam | Nürnberg, Der Cult                                 | |
| 2017 | Der bekehrte Trunkenbold                                           | Christoph Willibald Gluck | Berching, verschiedene Spielorte                   | Rückersdorf                                                                                               |
| 2017 | Tannhäuser Projekt featuring Dakh Daughters                        | Richard Wagner / Dakh Daughters | Nürnberg, Peterskirche                             | |
| 2018 | Le Voyage Magique – Die zauberhafte Reise                          | Christoph Willibald Gluck | Berching, Hans-Kuffer-Park                         | |
| 2019 | Le Feste de Gluck                                                  | Christoph Willibald Gluck | Berching, Hans-Kuffer-Park                         | |
| 2019 | L’ombra dell’amore – Orfeo ed Euridice                             | Christoph Willibald Gluck | Berching, verschiedene Spielorte                   | Nürnberg                                                                                                  |
| 2019 | Coup de Coeur                                                      | Engelbert Humperdinck, Heinrich Marschner, Moondog, Jacques Offenbach, Giacomo Puccini, Johann Strauss (Sohn), Richard Wagner, Carl Maria von Weber                                      | Nürnberg, Café Opera                               | Kulmbach                                                                                                  |
| 2021 | Siegfritz Idyll                                                    | Richard Wagner, Edvard Grieg | Nürnberg, Nibelungenviertel                        | |
| 2023 | Sax on the Beach                                                   | Georges Bizet, Engelbert Humperdinck, Heinrich Marschner, Moondog, Jacques Offenbach, Giacomo Puccini, Johann Strauss (Sohn), Giuseppe Verdi, Richard Wagner, Carl Maria von Weber       | Nürnberg, Australian Bar & Kitchen                 | |
| 2023 | Fantasma Fatale                                                    | Maurice Ravel | Nürnberger Volksfest                               | |
| 2024 | Le diable à quatre - Eine Prise Gluck                              | Christoph Willibald Gluck, Johann Strauss (Sohn), Josef Haydn | Berching, verschiedene Spielorte                   | |
| 2024 | Birds in Cages                                                     | John Cage, Erik Satie, Reynaldo Hahn, Giacomo Puccini | Nürnberg, Bode Galerie                             | |
| 2024 | Der eifersüchtige Trinker                                          | Max Ettinger | Nürnberg, Neues Museum Nürnberg                    | |

### Kompositionsaufträge und Uraufführungen (Auswahl)
| Jahr | Produktion                        | Komponist                           | Librettist                 | Uraufführungsort                   | Gastspiele                                        |
| ---- | --------------------------------- | ----------------------------------- | -------------------------- | ---------------------------------- | ------------------------------------------------- |
| 1977 | Musik–Kinetik–Szene               | Kundold / Rempe / Kagel             |                            | Nürnberg, Kunsthalle               |                                                   |
| 1979 | Saroya                            | Michel Meynaud                      | Heiner Eckhardt-Meneghelli | Unna                               | Nürnberg, Noricama                                |
| 1980 | Hommage à O.                      | Peter Kiesewetter / Manfred Niehaus |                            | Nürnberg, Gostner Hoftheater       | Wiener Festwochen, Intern. Musikfest Mürzzuschlag |
| 1983 | Dir, immer nur dir                | Helmut Bieler/ Hummel               |                            | Zagreb, Biennale                   | Nürnberg, Ars Nova Tage                           |
| 1985 | Hahnengeschrei im schnellen Adler | Friedrich Jaecker                   | Godehard Schramm           | Nürnberg, Ausbesserungswerk der DB | Frankfurt am Main                                 |
| 1987 | Egon                              | Max E. Keller                       | Hans Suter                 | Nürnberg, Bayerische Vereinsbank   | Winterthur                                        |
| 1993 | Carmencita                        | Anton Prestele                      | Anton Prestele             | Nürnberg, Tafelhalle               |                                                   |
| 1994 | Vatermord                         | Shih                                | Arnolt Bronnen             | Festspielhaus Hellerau             | Leipzig Oper                                      |
| 1996 | Gib mir die Kugel wieder          | Andreas Schäfer                     | Birger Sellin              | Nürnberg, Tafelhalle               |                                                   |
| 1997 | Unreported inbound Palermo        | Alessandro Melchiorre               | Daniele del Giudice        | Atzenhof, Flugzeughangar           | Teatro Comunale di Bologna, Düsseldorf Messe      |
| 1999 | The smiling carcass               | Andrea Molino                       | Berthold Schneider         | Fürth, City-Center                 | Treviso                                           |
| 2002 | Live from deathrow                | Andrea Molino                       | u. a. Auden, Fromm         | Nürnberg, Milchhof                 | Mailand, New York, Frz. Kulturinstitut            |
| 2004 | Das Jahr der Freiwilligen         | Vicki Schmatolla / Alex Holtsch     | Felicia Zeller             | Nürnberg, Tafelhalle               |                                                   |
| 2005 | Die Welt ist eine Scheibe         | Heinrich Hartl                      | Elmar Tannert              | Nürnberg, Genossenschaftsbau       | Lohndorf, Brauerei Rehbräu                        |
| 2006 | Il canto della pelle              | Claudio Ambrosini                   | Claudio Ambrosini          | Lyon, Opéra Nationale              | Fürth, Kulturforum                                |

### CDs
- the smiling carcass (Livemitschnitt in Zusammenarbeit mit dem Bayerischen Rundfunk), Dirigent: Andrea Molino; CD Stradivarius STR 33558 (1999).
- One charming night – Eigenverlag Pocket Opera Company, 2004.
- La púrpura de la rosa – Audiotransit, 2017.